# 987
| Calendário gregoriano                                                        | 987 CMLXXXVII                                         |
| Ab urbe condita                                                              | 1740                                                  |
| Calendário arménio                                                           | 436 – 437                                             |
| Calendário bahá'í                                                            | -857 – -856                                           |
| Calendário budista                                                           | 1531                                                  |
| Calendário chinês                                                            | 3683 – 3684 Início a 2 de fevereiro (aproximadamente) |
| Calendário copta                                                             | 703 – 704                                             |
| Calendário etíope                                                            | 979 – 980                                             |
| Calendários hindus - Vikram Samvat - Calendário nacional indiano - Cáli Iuga | 1042 – 1043 908 – 909 4087 – 4088                     |
| Calendário Holoceno                                                          | 10987                                                 |
| Calendário islâmico                                                          | 376 – 377                                             |
| Calendário judaico                                                           | 4747 – 4748                                           |
| Calendário persa                                                             | 365 – 366                                             |
| Calendário rúnico                                                            | 1237                                                  |
| Calendário solar tailandês                                                   | 1530                                                  |

987 (CMLXXXVII na numeração romana) foi um ano comum do século X do Calendário Juliano, da Era de Cristo, teve início a um sábado e terminou também a um sábado, a sua letra dominical foi B (52 semanas).
No  território que viria a ser o reino de Portugal estava em vigor a Era de César que já contava 1025 anos.
| Ano completo                   |
| ------------------------------ |
| Ano comum com início ao sábado |

## Eventos
- 3 de Julho - Hugo Capeto é coroado rei dos Francos.
- As campanhas de Almançor resultam na conquista de Coimbra e de muitos dos castelos a norte do Rio Douro. Marcha sobre Santiago de Compostela e destrói a cidade e a Catedral de Santiago de Compostela.
- Revolta do conde Gonçalo Mendes que adota o título de Grand-Duque de Portucal e revolta-se contra Bermudo II e é derrotado na batalha.

## Mortes
- 21 de Maio - Luís V da França, o Indolente.